# Kreis Havelberg
De Kreis Havelberg was een kreis in de Duitse Democratische Republiek. De kreis bestond tussen 1952 en 1994 en maakte deel uit van de Bezirk Maagdenburg en aansluitend van de deelstaat Saksen-Anhalt na de Duitse hereniging. Kreisstadt was Havelberg.

## Geschiedenis
Op 25 juli 1952 vond er in de DDR een omvangrijke herindeling plaats, waarbij onder andere de deelstaten werden opgeheven en nieuwe Bezirke werden gevormd. De kreis ontstond bij deze herindeling uit delen van de voormalige Landkreis Jerichow II uit het Land Saksen-Anhalt en de stad Havelberg en vijf omliggende gemeenten uit de Landkreis Westprignitz in Brandenburg. Bestuurlijk werd de kreis bij de Bezirk Maagdenburg ingedeeld.
Op 17 mei 1990 werd de kreis in Landkreis Havelberg hernoemd. Bij de Duitse hereniging later dat jaar werd de landkreis onderdeel van de nieuw gevormde deelstaat Saksen-Anhalt. Vier jaar later, op 1 juli 1994, vond er een herindeling in Saksen-Anhalt plaats en werd de landkreis opgeheven en ging hij op in de Landkreis Stendal.

## Referentie
1. ↑  Gesetz über die Selbstverwaltung der Gemeinden und Landkreise in der DDR (Kommunalverfassung) vom 17. Mai 1990[dode link]

Burg · Gardelegen · Genthin · Halberstadt · Haldensleben · Havelberg · Kalbe (Milde) · Klötze · Loburg · Maagdenburg (Stadtkreis) · Oschersleben · Osterburg · Salzwedel · Schönebeck · Seehausen · Staßfurt · Stendal · Tangerhütte · Wanzleben · Wernigerode · Wolmirstedt · Zerbst